# Buda

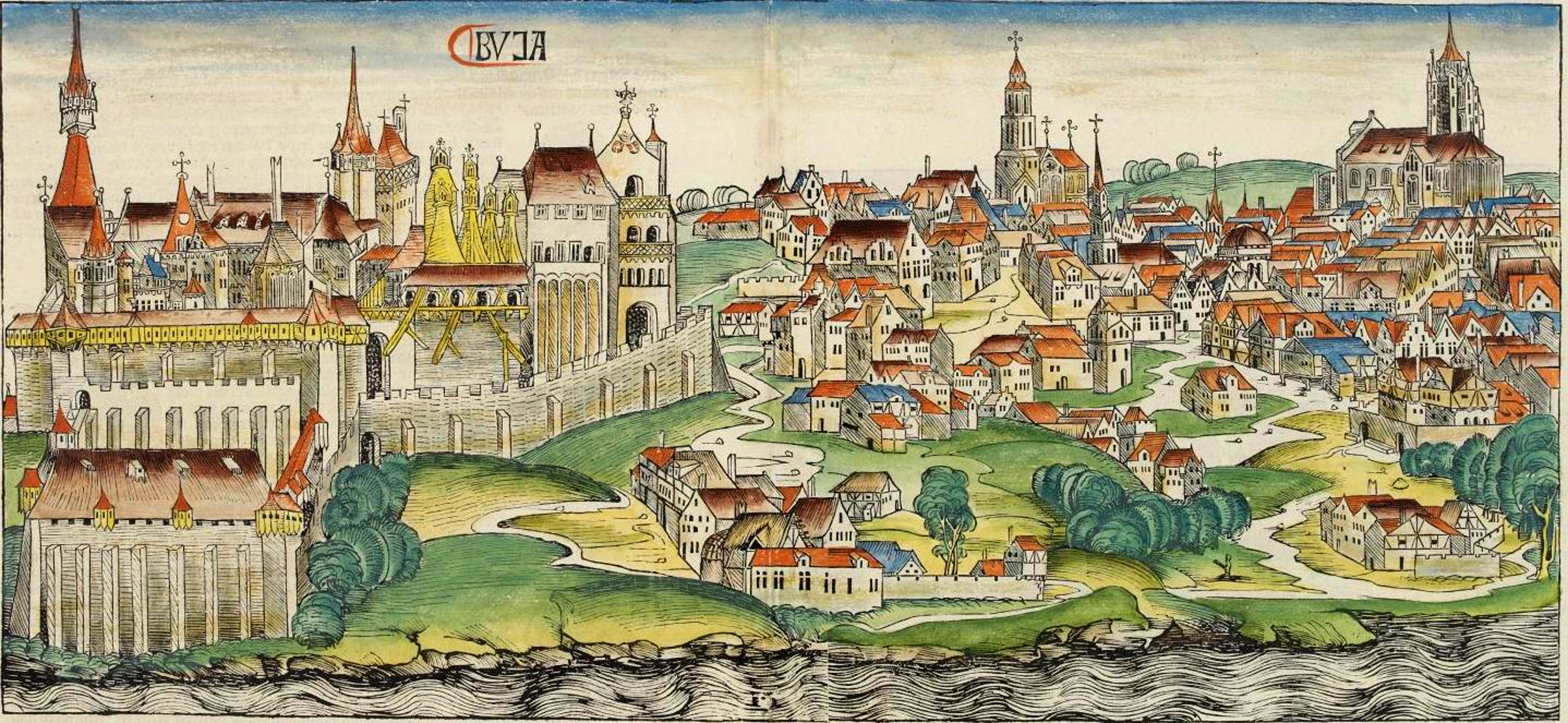
La città di Buda in una illustrazione della Cronaca di Norimberga

Buda (in tedesco Ofen, in slovacco Budín, in serbo Будим?, in croato Budim, in turco Budin) è un'antica città situata su una collina posta sulla riva ad ovest del Danubio, e che fu unita nel 1873 con le città di Óbuda e Pest a costituire l'odierna capitale ungherese Budapest.
Con il nome Buda si identifica anche la parte più vecchia dell'attuale Budapest di cui costituisce circa un terzo del territorio. Questa parte della città è associata solitamente con un livello di vita più elevato. I punti più notevoli di questa zona sono il castello di Buda e la Cittadella.

## Nome
Sulle origini del nome Buda ci sono due ipotesi:
- la prima è che il nome derivi da quello del suo fondatore, il re degli Unni Bleda, fratello di Attila;
- la seconda, forse più probabile, che esso sia derivato dal termine locale indicante l'acqua, come riferimento al fiume Danubio.

## Storia
Buda è stata la capitale del regno d'Ungheria dal 1361 fino alla conquista della città da parte degli ottomani di Solimano il Magnifico nel 1541. Nel 1462 Mattia Corvino, a causa delle crudeltà di Vlad III di Valacchia contro i mercanti sassoni, fece incarcerare Vlad a Buda. Nel 1684 Buda subì un primo assedio da parte delle truppe imperiali cristiane ma senza venire da queste conquistata. Nel 1686, dopo un secondo assedio, fu strappata ai turchi e conquistata dall'Austria ed a seguire vi confluirono numerosi tedeschi che contribuirono a ricostruire la città, che aveva subito notevoli devastazioni nella guerra. Buda fu dichiarata città libera nel 1703 e divenne nuovamente capitale ungherese nel 1784. Nel 1873 Buda fu unita alle città di Óbuda e Pest per formare la città di Budapest.

## Galleria d'immagini

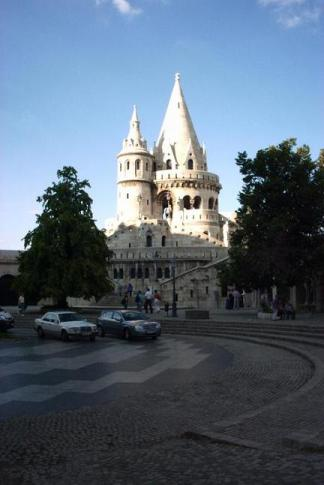
Bastione dei Pescatori
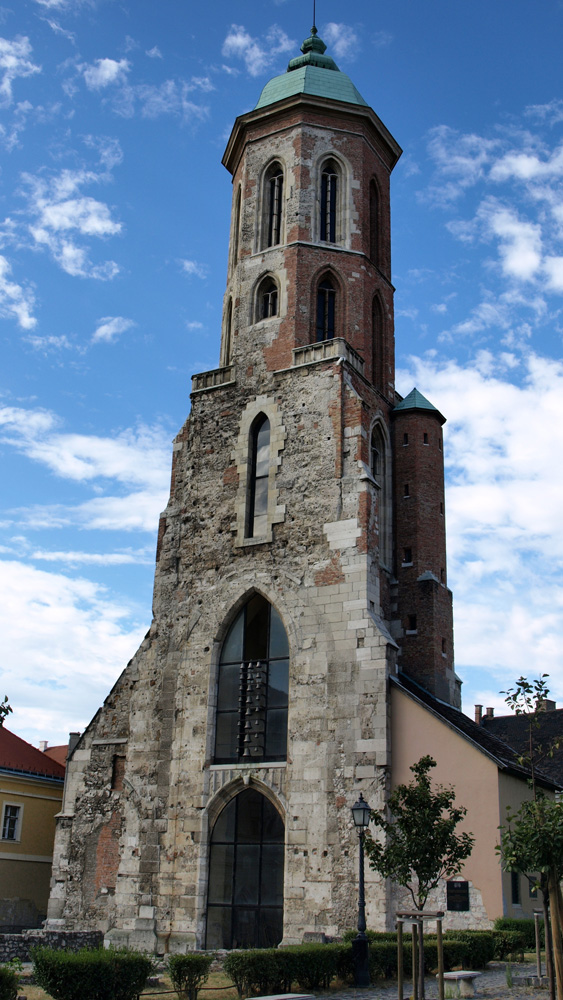
Chiesa di Santa Maria Maddalena
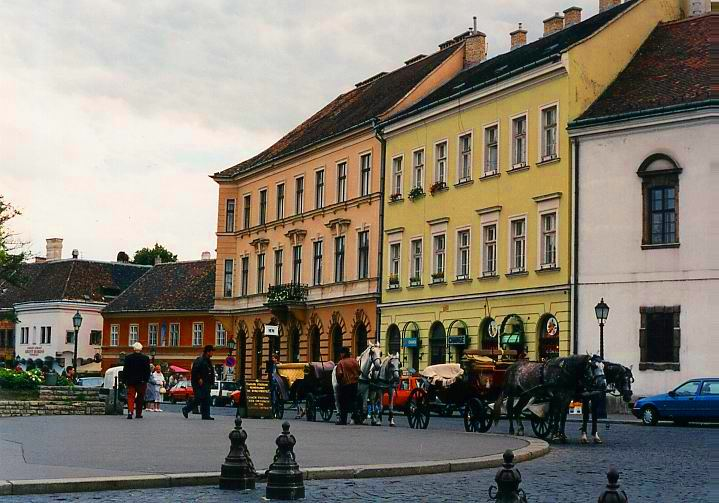
Piazza di Buda